# By Candlelight
By Candlelight is een Amerikaanse filmkomedie uit 1933 onder regie van James Whale. Destijds werd de film in Nederland uitgebracht onder de titel Champagne bij kaarslicht.

## Verhaal
Josef is de huisknecht van prins Alfred von Rommer. Hij reist mee met zijn meester voor een bezoek aan gravin von Rischenheim in Monte Carlo. Daar wordt hij verliefd op Marie, de dienstmeid van gravin. Door een misverstand denkt Josef echter dat ze van adel is en Marie ziet hem per abuis aan voor de prins.

## Rolverdeling
| Acteur           | Personage               |
| ---------------- | ----------------------- |
| Elissa Landi     | Marie                   |
| Paul Lukas       | Josef                   |
| Nils Asther      | Prins Alfred von Rommer |
| Dorothy Revier   | Gravin von Rischenheim  |
| Lawrence Grant   | Graaf von Rischenheim   |
| Esther Ralston   | Barones von Ballin      |
| Warburton Gamble | Baron von Ballin        |
| Lois January     | Ann                     |